# Dicranoloma scopelloides
Dicranoloma scopelloides là một loài Rêu trong họ Dicranaceae. Loài này được (Paris) Paris mô tả khoa học đầu tiên năm 1904.